# Нестеренко Сергій Іванович
Сергі́й Іва́нович Нестере́нко — майор Збройних сил України, 95-та аеромобільна бригада, учасник російсько-української війни.
Брав участь у боях за Слов'янськ і Краматорськ.

## Нагороди
За особисту мужність і високий професіоналізм, виявлені у захисті державного суверенітету та територіальної цілісності України, вірність військовій присязі, відзначений — нагороджений
- орденом Богдана Хмельницького III ступеня (3.7.2015)